# Francesco d’Errico

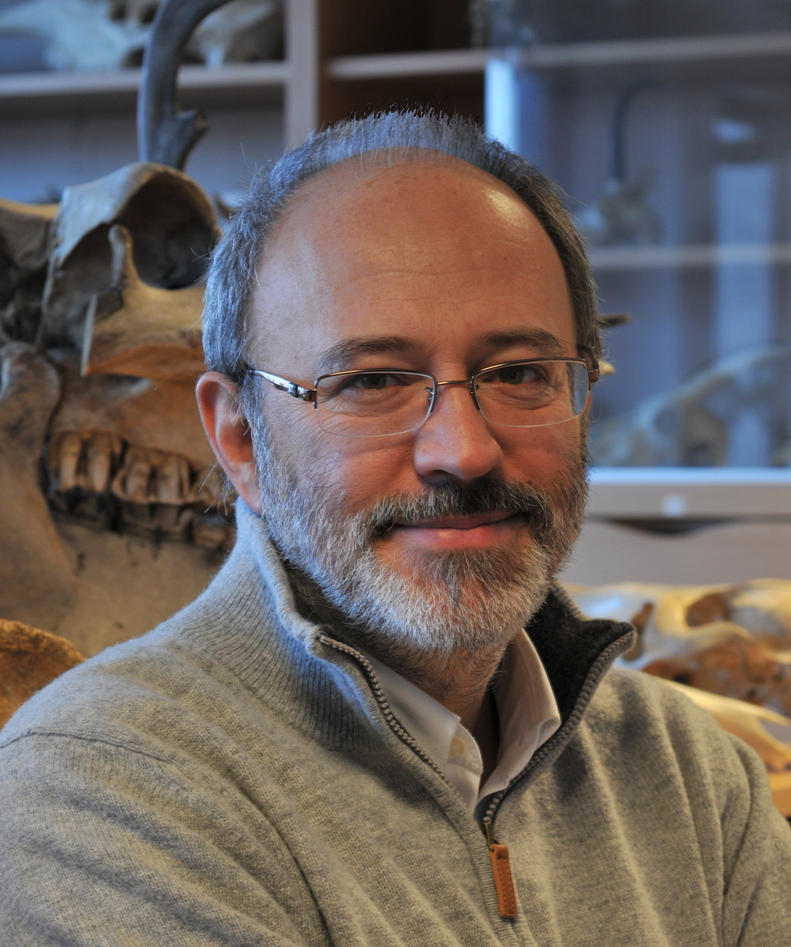
Francesco d’Errico, 2010

Francesco d’Errico (* 24. September 1957 in Foggia, Apulien) ist ein italienischer Archäologe und Paläoanthropologe. Er ist als Direktor des französischen Centre national de la recherche scientifique (CNRS) an der Universität Bordeaux beschäftigt und zugleich Professor am Centre for Early Sapiens Behaviour (SapienCE) des Institutt for arkeologi, historie, kultur- og religionsvitenskap der Universität Bergen in Norwegen. Zu seinen wissenschaftlichen Interessensgebieten gehören das Erforschen der Ursprünge moderner Verhaltensweisen bei den Hominini, insbesondere das Entstehen kultureller Innovationen in der Epoche des afrikanischen Middle Stone Age, sowie das Erforschen einer möglicherweise erfolgten wechselseitigen kulturellen Beeinflussung von Neandertalern und Cro-Magnon-Menschen in Europa.
Francesco d’Errico gilt hinsichtlich Produktivität und Wirkung seines wissenschaftlichen Schaffens als der bedeutendste italienische Forscher auf dem Gebiet der Humanwissenschaften.

## Leben
Schon als Siebenjähriger interessierte sich Francesco d’Errico für archäologische Themen, was zur Folge hatte, dass er in seiner apulischen Heimat vorzeitliche Steinwerkzeuge aufsammelte. Er besuchte das Liceo classico Massimo d'Azeglio in Turin und studierte an der Universität Turin Archäologie und Anthropologie bis zum Magister-Abschluss im Jahr 1982. Es folgten 1985 das Diplôme d’études approfondies an der Universität Pierre und Marie Curie  in den Gebieten Vorgeschichte und Geologie des Quartärs. Nach einem Wechsel an die Universität Pisa und danach ans Muséum national d’histoire naturelle in Paris erwarb er 1989 in Paris den Doktorgrad. 2003 wurde er an der Universität Bordeaux I habilitiert. Bereits seit 1994 ist er als Forscher am CNRS tätig, seit 2017 zudem Hochschullehrer an der Universität Bergen.
Francesco d’Errico ist verheiratet, das Paar hat ein Kind.

## Forschung
Die Mehrzahl seiner Forschungsarbeiten befasst sich mit der Klärung der Frage, welche Einflussfaktoren dazu beigetragen haben, dass aus Gruppen der Australopithecina und aus frühen Arten der Gattung Homo der moderne Mensch (Homo sapiens) hervorgegangen ist, und insbesondere, wann die kognitiven Fähigkeiten und die kulturellen Leistungen entstanden, die mit den unseren vergleichbar sind. Beispielsweise hat er die ältesten Beispiele symbolischer materieller Kultur in Afrika, Europa und dem Nahen Osten analysiert, das Aussterben der Neandertaler und die Besiedlung Europas durch die Cro-Magnon-Menschen sowie die Auswirkungen der Kaltzeiten auf die paläolithischen Populationen erforscht.

## Ehrungen
- 2014 wurde ihm vom Centre national de la recherche scientifique (CNRS) die Médaille d’argent zuerkannt, „für die Originalität, Qualität und Bedeutung seiner Arbeiten, die national und international anerkannt sind.“[5]
- 2015 verlieh ihm der Präsident der Italienischen Republik, Giorgio Napolitano, den „Fabio Frassetto International Prize“ der Accademia Nazionale dei Lincei.[6]

## Schriften (Auswahl)
- Palaeolithic Lunar Calendars: A Case of Wishful Thinking? In: Current Anthropology. Band 30, Nr. 1, 1989, S. 117–118, doi:10.1086/203721.
- mit Alexander Marshack: On Wishful Thinking and Lunar „Calendars“. In: Current Anthropology. Band 30, Nr. 4, 1989, S. 491–500, doi:10.1086/203773.
- mit Paola Villa: Holes and grooves: the contribution of microscopy and taphonomy to the problem of art origins. In: Journal of Human Evolution. Band 33, Nr. 1, 1997, S. 1–31, doi:10.1006/jhev.1997.0141.
- mit João Zilhão: The Chronology and Taphonomy of the Earliest Aurignacian and Its Implications for the Understanding of Neandertal Extinction. In: Journal of World Prehistory. Band 13, 1999, S. 1–68, doi:10.1023/A:1022348410845.
- mit April Nowell: A new look at the Berekhat Ram figurine: implications for the origins of symbolism. In: Cambridge Archaeological Journal. Band 10, Nr. 1, 2000, S. 123–167, doi:10.1017/S0959774300000056.
- Christopher Henshilwood, Francesco d’Errico et al.: Emergence of Modern Human Behavior: Middle Stone Age Engravings from South Africa. In: Science. Band 295, Nr. 5558, 2002, S. 1278–1280, doi:10.1126/science.1067575.
- Francesco d’Errico et al.: Archaeological Evidence for the Emergence of Language, Symbolism, and Music– An Alternative Multidisciplinary Perspective. In: Journal of World Prehistory. Band 17, 2003, S. 1–17, doi:10.1023/A:1023980201043.
- The Invisible Frontier. A multiple species model for the origin of behavioral modernity. In: Evolutionary Anthropology. Band 2, Nr. 4, 2003, S. 188–202, doi: 10.1002/evan.10113.
- Francesco d’Errico und Lucinda Backwell (Hrsg.): From Tools to Symbols: From Early Hominids to Modern Humans. In Honour of Professor Phillip V. Tobias. Witwatersrand University Press, Johannesburg 2005, ISBN 1-86814-417-8.
- mit Jean-Marie Hombert (Hrsg.): Becoming Eloquent: Advances in the Emergence of Language, Human Cognition, and Modern Cultures. John Benjamins B.V., Amsterdam und Philadelphia 2009, ISBN 978-90-272-3269-4.
- mit Christopher Henshilwood: Homo Symbolicus: The dawn of language, imagination and spirituality. John Benjamins B.V., Amsterdam und Philadelphia 2011, ISBN 978-90-272-1189-7.
- mit Chris Stringer: Evolution, revolution or saltation scenario for the emergence of modern cultures? In: Philosophical Transactions of the Royal Society B: Biological Sciences. Band 366, Nr. 1567, 2011, S. 1060–1069, doi:10.1098/rstb.2010.0340.
- mit Nicholas Barton: North African Origins of Symbolically Mediated Behaviour and the Aterian. Kapitel 3 in: Scott Elias (Hrsg.): Origins of Human Innovation and Creativity. Elsevier, Amsterdam und Oxford 2012. ISBN 978-0-444-53821-5.
- mit William E. Banks: Identifying Mechanisms behind Middle Paleolithic and Middle Stone Age Cultural Trajectories. In: Current Anthropology. Band 54, Nr. S8, 2013, S. S371–S387, doi:10.1086/673388.
- Joaquín Rodríguez-Vidal, Francesco d’Errico et al.: A rock engraving made by Neanderthals in Gibraltar. In: PNAS. Band 111. Nr. 37, 2014, S. 13301–13306, doi:10.1073/pnas.1411529111.
- Francesco d’Errico et al.: Identifying early modern human ecological niche expansions and associated cultural dynamics in the South African Middle Stone Age. In: PNAS. Band 114, Nr. 30, 2017, S. 7869–7876, doi:10.1073/pnas.1620752114.
- Francesco d’Errico et al.: From number sense to number symbols. An archaeological perspective. In: Philosophical Transactions of the Royal Society B: Biological Sciences. Band 373, Nr. 1740, 2018, doi:10.1098/rstb.2016.0518 (freier Volltext).
- María Martinón-Torres, Francesco d’Errico et al.: Earliest Known Human Burial in Africa. In: Nature. Band 593, 2021, S. 95–100, doi:10.1038/s41586-021-03457-8.
- Francesco d’Errico et al.: New Blombos Cave evidence supports a multistep evolutionary scenario for the culturalization of the human body. In: Journal of Human Evolution. Band 184, 2023, 103438, doi:10.1016/j.jhevol.2023.103438.

## Belege
1. ↑  Francesco d’Errico: Curriculum Vitae. Auf dem Server der Universität Bergen.
2. ↑  Top Italian Scientists. Auf: topitalianscientists.org, Stand vom 4. Oktober 2023.
3. ↑   Highlight: Francesco d’Errico, Homo prehistoricus. (Memento vom 20. Oktober 2020 im Internet Archive).
4. ↑  Curriculum vitae.
5. ↑  Médaille d’argent du CNRS 2014.
6. ↑  Highlight: Francesco d’Errico, Homo prehistoricus. (Memento vom 23. November 2018 im Internet Archive). Im Original publiziert auf dem Server der Universität Bordeaux vom 14. November 2017.

| Personendaten    | Personendaten                             |
| ---------------- | ----------------------------------------- |
| NAME             | d’Errico, Francesco                       |
| KURZBESCHREIBUNG | italienischer Archäologe und Paläontologe |
| GEBURTSDATUM     | 24. September 1957                        |
| GEBURTSORT       | Foggia, Apulien, Italien                  |